# 愛知県青い鳥医療療育センター
愛知県青い鳥医療療育センター（あいちけんあおいとりいりょうりょういくセンター）は、愛知県名古屋市西区中小田井5丁目にある公立民営の医療型障害児入所施設。肢体不自由児と重症心身障害児（者）を対象とする。

## 沿革
- 1955年（昭和30年）
  - 6月 - 「愛知県青い鳥学園」の工事完成。経営を社会福祉法人済生会支部愛知県済生会に委託。
  - 8月 - 事業開始。肢体不自由児施設の定員50名。
- 1957年（昭和32年）3月 - 増築工事完成。定員120名。
- 1964年（昭和39年）4月 - 「愛知県立第一青い鳥学園」に名称変更。
- 1968年（昭和43年）6月 - 母子入園棟を併設。定員20名。
- 1973年（昭和48年）3月 - 重度棟完成。定員30名。
- 1996年（平成8年）10月 - 全面改築工事開始。
- 1998年（平成10年）3月 - 工事完成。
- 1999年（平成11年）9月 - 建物増築工事開始。
- 2000年（平成12年）
  - 2月 - 全面オープン。
  - 4月 - 「愛知県青い鳥医療福祉センター」に名称変更。
- 2016年（平成28年）4月 - 「愛知県青い鳥医療療育センター」に名称変更[2]。

## 事業内容

### 外来診療部門
- 内科
- リハビリテーション科
- 整形外科
- 小児科
- 耳鼻咽喉科
- 小児発達外来
- 皮膚科
- 眼科
- 泌尿器科
- 児童精神科
- 歯科

### 医療型障害児入所施設
なのはな棟は、2歳～18歳までの未成年者が入所し、医療と福祉サービスを受ける。さくらんぼ棟は、修学前の子と親が一緒に入所する。たんぽぽ棟・ひまわり棟は、重度の知的障害と重度の運動機能障害が重複している児童・成人が入所する。

### リハビリテーション部
理学療法、作業療法、言語療法の3種類のリハビリテーションを実施。

### 障害児等療育支援事業
年6回程度の地域療育研修会を行っている。

### 医療型児童発達支援センター
未満児クラス、年少クラス、年中・年長クラスの3クラスがある。定員はそれぞれ20人まで。

### ショートステイ
在宅の障害児（者）を介護している保護者が、疾病・事故・出産および休養等の理由により介護ができなくなったときに、障害児（者）を一時的に預かるサービス。

## 交通アクセス

### 公共交通機関
- 名鉄犬山線「中小田井駅」下車。徒歩で約3分。
- 名古屋市営地下鉄鶴舞線「上小田井駅」下車。徒歩で約13分。または名鉄犬山線に乗り換え「中小田井駅」下車。
- JR東海交通事業城北線「小田井駅」下車。徒歩で約20分。

### 自動車（自家用車）
- 名古屋高速6号清須線「庄内通」インターチェンジを降り、愛知県道63号名古屋江南線（通称：名草線）を庄内緑地公園方面へ北上。「八筋町」交差点を左折し、約500メートル直進。